# Heřmaň

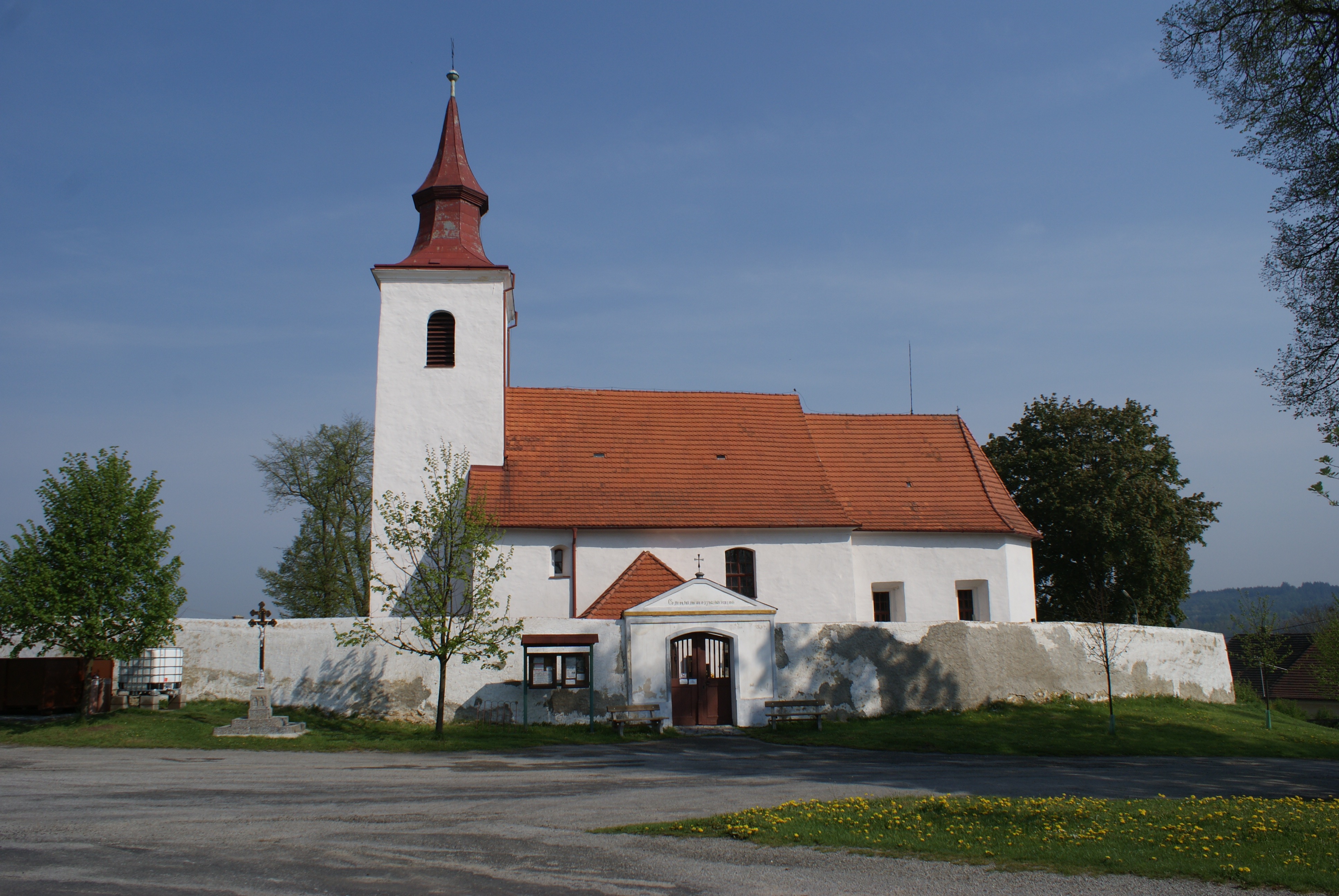
Kirche des hl. Ägidius

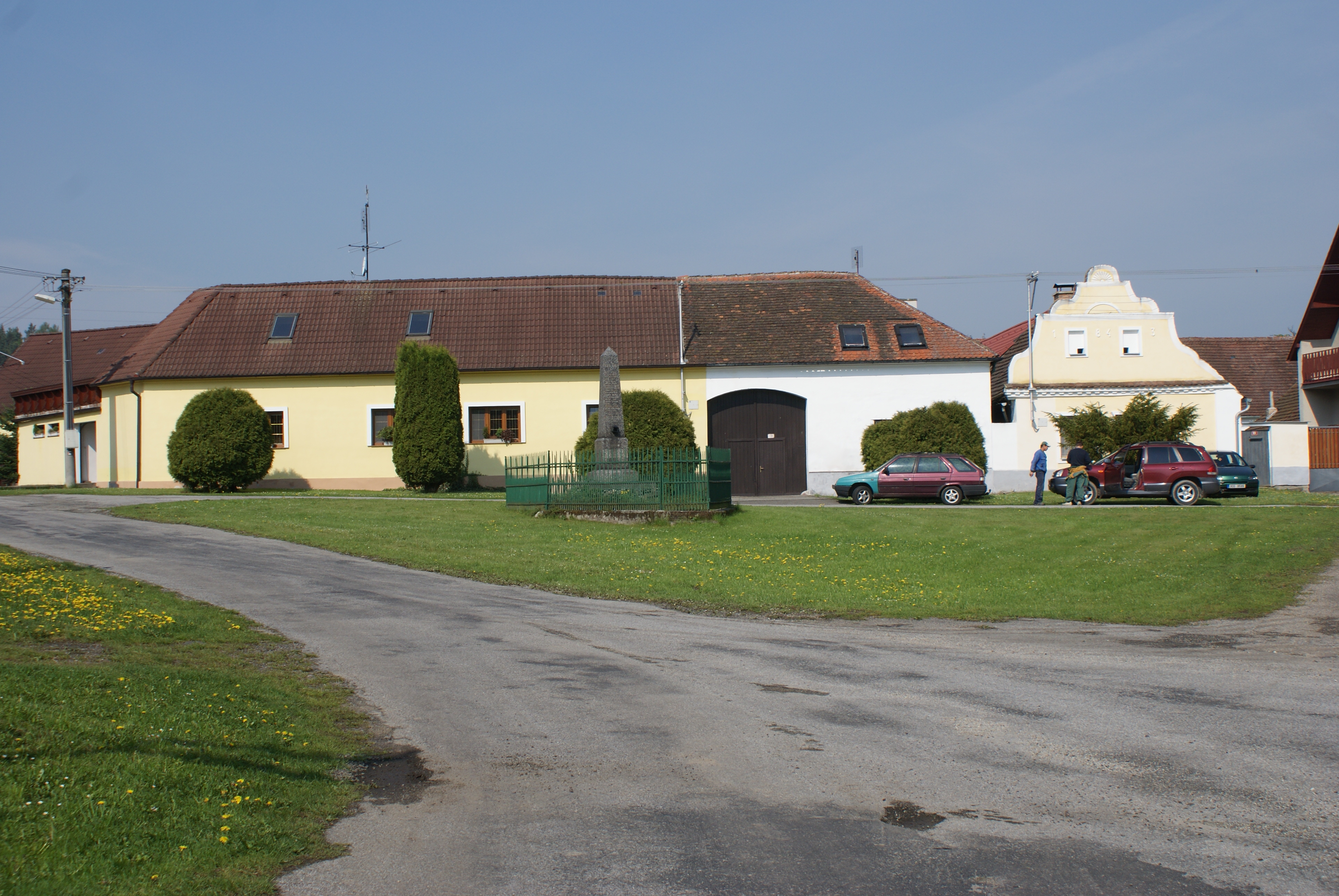
Gehöfte am Dorfplatz

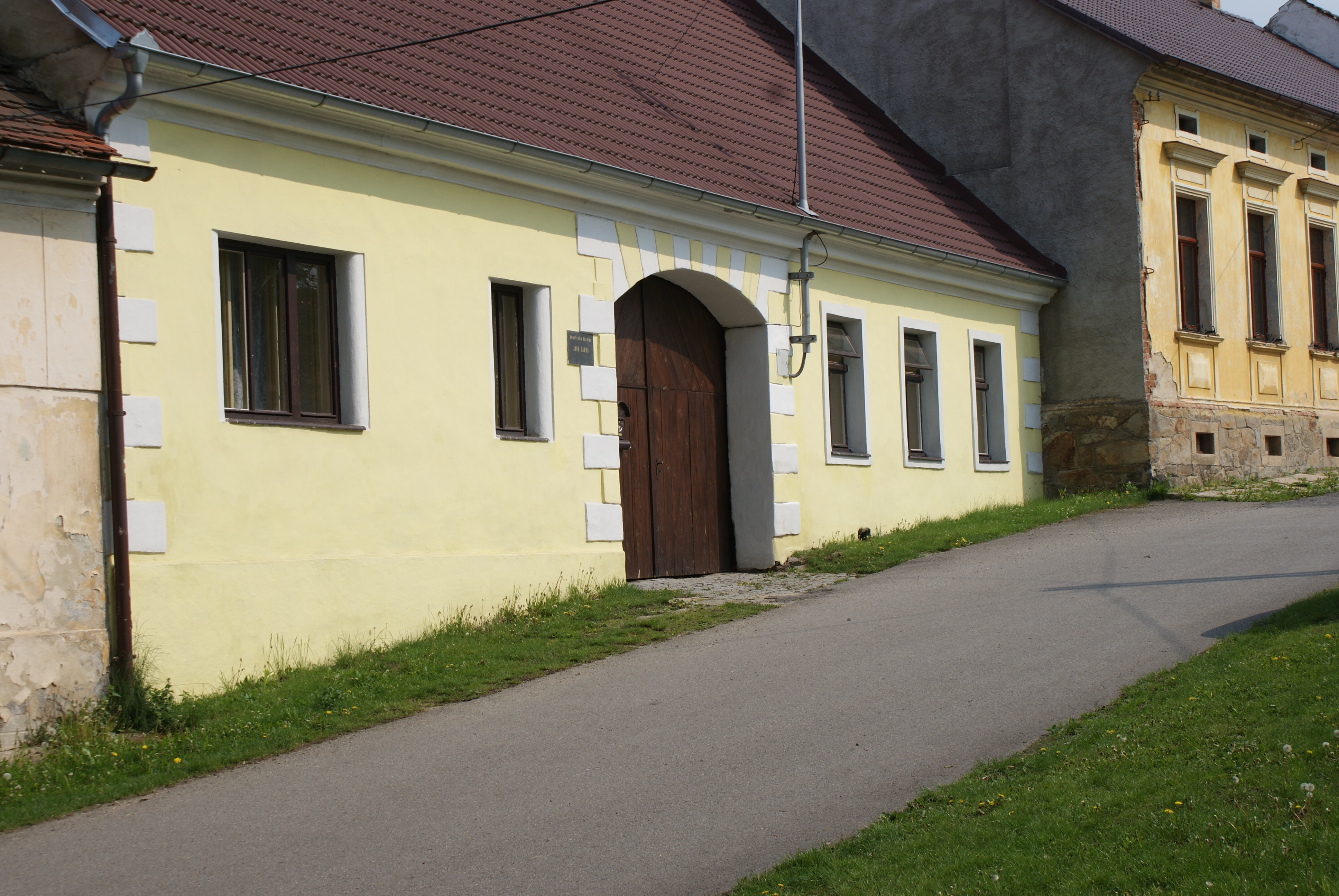
Geburtshaus von Jan Čarek

Heřmaň (deutsch Heřman, auch Herschmann) ist eine Gemeinde in Tschechien. Sie liegt acht Kilometer nordwestlich von Protivín in Südböhmen und gehört zum Okres Písek.

## Geographie
Heřmaň befindet sich in der Aue der Blanice in der Putimská pánev (Putimer Becken). Das Dorf liegt linksseitig des Flusses an der Einmündung des Baches Skalský potok und des Flussarmes Malá Blanice. Nordöstlich erstreckt sich der Wald Hůrky. Gegen Nordwesten liegen die Teiche Řežabinec und Ražický rybník. Nördlich erhebt sich der Zubovský vrch (442 m), im Nordosten der Skalský vrch (476 m), südlich die Polanka (437 m) und nordwestlich die Zlatá hora (461 m). Am nördlichen Ortsrand verläuft die Bahnstrecke České Budějovice–Plzeň, parallel dazu rechts der Flussaue die Bahnstrecke Zdice–Protivín. An ersterer Strecke liegt die Bahnstation Heřmaň obec, an der anderen der Haltepunkt Heřmaň. Über die Bahnstrecke Putim–Ražice sind beide verbunden.
Nachbarorte sind Putim, U Nádraží, Červený Mlýn und Kráčmer im Norden, U Karáska, U Vlasatých und Selibov im Nordosten, Benešovký Mlýn, Maletice und Klokočín im Osten, Skály und Budičovice im Südosten, Božovice und Dvorce im Süden, Kunšov, Ovčín, Humňany und Štětice im Südwesten, Pildovna und Mladějovice im Westen sowie Ražice im Nordwesten.

## Geschichte
Der älteste schriftliche Nachweis über Heřmaň erfolgte 1227 als Besitz der königlichen Herrschaft Písek. Die spätromanische Kirche des hl. Ägidius ist seit 1254 als Pfarrkirche nachweislich. Im Jahre 1330 wurde die zuvor in direktem königlichen Besitz befindliche Kirche der Administration der Kollegiatkapitel des Hl. Peter und Paul auf dem Vyšehrad übergeben. Jan Smil von Křemže, der sich während der Hussitenkriege der Güter Heřmaň, Štětice und Humňany bemächtigt hatte, verpfändete diese 1444 an Ulrich von Rosenberg, der sie seiner Burg Klingenberg zuschlug.
Nachfolgende Besitzer waren die Malovec von Malovice. Lev Malovec von Libějovice veräußerte Herschman im Jahre 1508 an Christoph Schwanberg. Johann Wilhelm von Schwanberg verkaufte das oppidum herschman 1588 an die Königsstadt Písek. Nach der Schlacht am Weißen Berg wurde deren gesamtes Dominium eingezogen und von der Hofkammer 1623 an den kaiserlichen General Martin de Hoeff Huerta verpfändet. Im Jahre 1639 löste die Hofkammer das Pfand wieder ein und verkaufte Herschman an den Besitzer der Herrschaft Drahonitz, Nikolaus Dionys Radkowetz von Mirowitz. Dieser verstarb im selben Jahre ohne männliche Nachkommen. Seine Tochter und Erbin Katherina Constantia heiratete Franz Reichsgraf von Wrtby, den sie zusammen mit den zwei gemeinsamen Töchtern als Erben einsetzte. Am 20. April 1640 wurde das Städtchen von den Schweden zerstört und blieb nach seiner Wiederbesiedlung ein Dorf. Die Brüder Ferdinand Franz Leopold, Franz Karl und Franz Ernst Reichsgrafen von Wrtby verkauften im Jahre 1700 die Herrschaft Drahonitz mit dem Gut Přečin und allem Zubehör an Ferdinand Fürst zu Schwarzenberg. Dieser schlug der neu erworbenen Herrschaft noch seine Güter Kestřan und Skotschitz zu. Nachdem Adam Franz Karl zu Schwarzenberg 1711 die Herrschaft Protiwin aufgekauft hatte, schlug er diese mit Drahonitz zusammen und verlegte den Sitz der Verwaltung von Drahonitz nach Protiwin.
Im Jahre 1840 bestand Heřman aus insgesamt 48 Häusern mit 202 Einwohnern. Davon gehörten drei Häuser als Teil von Putim zur königlichen Kreisstadt Písek. Unter herrschaftlichem Patronat standen die Expositurkirche zum hl. Ägidius mit einem angestellten Residentialkaplan sowie die Schule. Im Ort bestand außerdem ein Wirtshaus. Zu Heřman gehörten, abseitig gelegen, die Rothe Mühle (Červený Mlýn), die Beneschauer Mühle (Benešovký Mlýn), ein Hegerhaus, eine Wasenmeisterei und die nach Písek untertänige Einschicht Karosek (U Karáska). Heřman war Pfarrort für Ražitz, Stietitz (Štětice), Skal, Buditschowitz (Budičovice) und Sedlisst (Sedliště). Bis zur Mitte des 19. Jahrhunderts blieb Ražitz immer zur Allodialherrschaft Protiwin samt dem Fideikommissgut Radomielitz untertänig.
Nach der Aufhebung der Patrimonialherrschaften bildete Heřman mit den Ortsteilen Račic und Stětic ab 1850 eine Gemeinde in Bezirkshauptmannschaft Písek und dem Gerichtsbezirk Wodnian. Zwischen 1868 und 1870 errichtete die k.k. privilegierte Kaiser-Franz-Josephs-Bahn die Bahnstrecke České Budějovice–Plzeň. Im Jahre 1875 nahm die Rakonitz–Protivíner Bahn die Bahnstrecke Zdice–Protivín in Betrieb. Am 21. Oktober 1882 wurde der Wechsel der Gemeinde Heřman mit den Ortschaften Račic und Stětic vom Gerichtsbezirk Wodnian in den Gerichtsbezirk Písek bewilligt. Stětice löste sich im selben Jahre von Heřman los und bildete eine eigene Gemeinde; Račice folgte 1886. Im Jahre 1889 wurde die Bahnstrecke Putim–Ražice eingeweiht.

## Gemeindegliederung
Für die Gemeinde sind keine Ortsteile ausgewiesen.

## Sehenswürdigkeiten

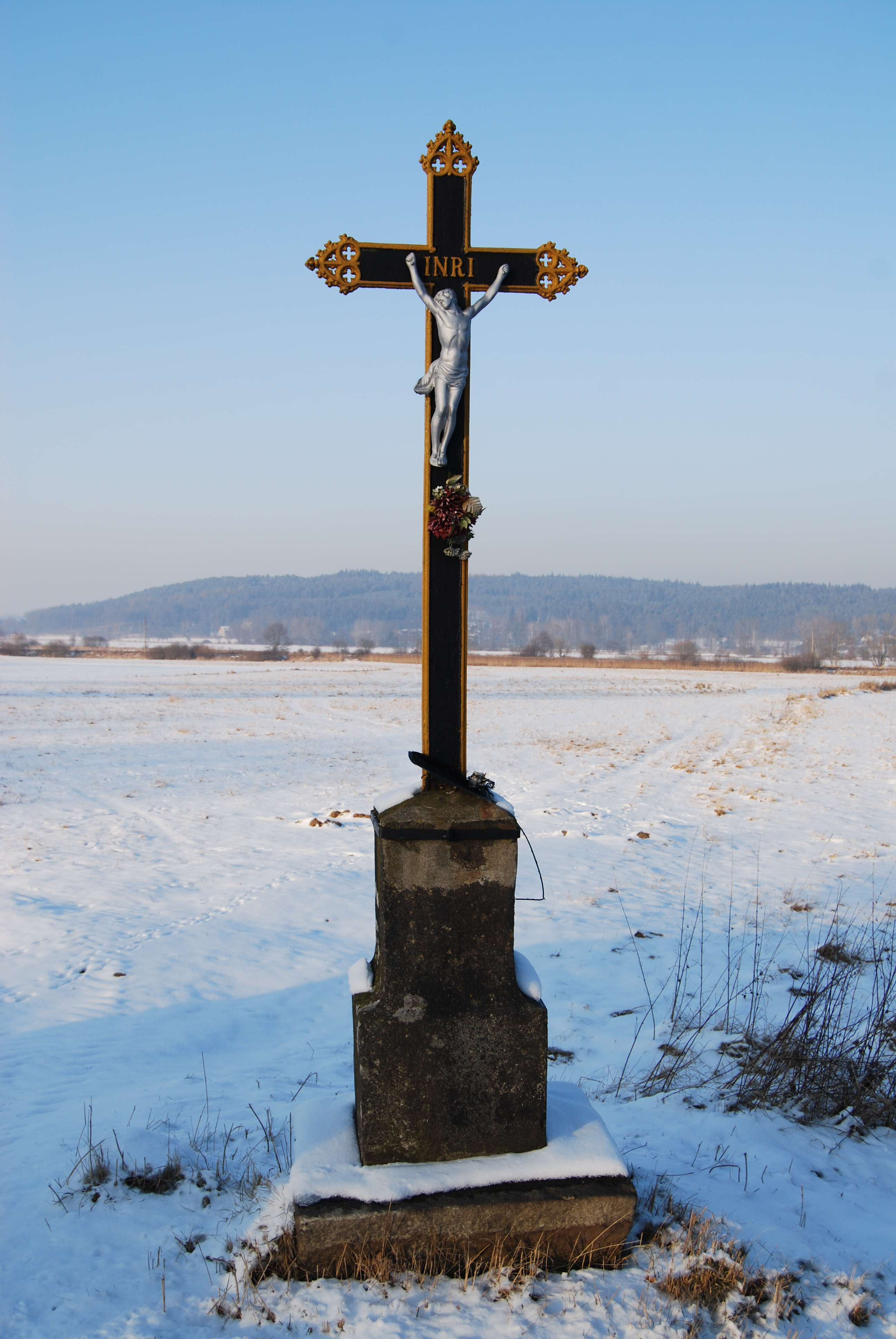
Wegekreuz

- Kirche des hl. Ägidius, der frühgotische Bau wurde zwischen 1717 und 1719 barock umgestaltet. Ihr heutiges Aussehen erhielt sie beim Wiederaufbau nach dem Brand von 1819. An der Friedhofsmauer ist ein Wappen der Herren von Rosenberg erhalten. In der Friedhofsmauer gegenüber seinem Wohnhaus befindet sich die Urne von Jan Čarek.
- Geburtshaus von Jan Čarek, mit Gedenktafel
- Mehrere Gehöfte im Bauernbarockstil

## Persönlichkeiten
- Jan Čarek (1898–1966), Schriftsteller
- Václav Krška (1900–1969), der Filmregisseur und -autor lebte in der nach ihm benannten Mühle Krškův mlýn, sein Grab befindet sich auf dem örtlichen Friedhof. 1980 brannte die Mühle nieder. Später wurde sie wiederaufgebaut und dient heute unter ihrem früheren Namen Benešovský mlýn als Pension.
- Teich Řežabinec mit Aussichtsturm, nördlich des Dorfes